# Luigi Bailo (militare)
Luigi Bailo (Rapallo, 31 agosto 1882 – Selva di Tarnova, 18 febbraio 1916) è stato un militare e aviatore italiano, insignito di due Medaglie d'argento e una di bronzo al valor militare nel corso della guerra italo-turca e della prima guerra mondiale.

## Biografia
Nacque a Rapallo il 31 agosto 1882. Arruolatosi nel Regio Esercito, iniziò a frequentare la Regia Accademia di Artiglieria e Genio di Torino, uscendone nel 1905 con il grado di sottotenente assegnato all'arma di artiglieria. Nell'ottobre 1911 conseguì a proprie spese il brevetto di pilota presso il campo d'aviazione di Cameri (provincia di Novara).
Prese parte alla guerra italo-turca, operando in Libia sia a Tobruk  che a Bengasi (Cirenaica), e poi in Tripolitania, in forza alla 2ª Squadriglia eseguendo missioni di ricognizione aerea e bombardamento delle truppe avversarie. Per questo fatto il 22 maggio 1913 fu decorato con una prima Medaglia d'argento al valor militare. In quello stesso anno, sempre a Cameri, conseguì il brevetto di pilota militare.
Verso la fine del 1912 fu inviato presso il campo d'aviazione di San Francesco a Torino, con il compito di dirigere il Corso di addestramento al volo dei primi sottufficiali piloti. L'anno successivo fu inviato al campo d'aviazione di Pordenone con il compito di capo pilota e istruttore di volo. 
Il 23 agosto 1913 effettuò un volo senza scalo San Francesco-Pordenone, percorrendo 450 km in 5 ore, e nel settembre successivo prese parte alla grandi manovre dell'esercito a Verona.
Nel 1914 fu in servizio presso i campi d'aviazione di Vizzola Ticino e Somma Lombardo, collaborando con l'ingegnere Gianni Caproni alla messa a punto del primo velivolo da bombardamento italiano, il Caproni Ca.32. Collaudò tale velivolo volando da Somma Lombardo a Pordenone (350 km) in tre ore, utilizzando solo due, dei tre propulsori disponibili. All'entrata in guerra del Regno d'Italia (1861-1946), avvenuta il 24 maggio 1915 il Capitano Bailo era nell'10ª Squadriglia da ricognizione e combattimento e nell'ottobre dello stesso anno assunse il comando della 1ª Squadriglia Caproni. Morì in combattimento il 18 febbraio 1916, mentre effettuava una missione di bombardamento su Lubiana volando a bordo di un velivolo Ca.32. Il velivolo Ca.478 “Aquila Romana”, pilotato da lui e dal capitano Oreste Salomone, che rimase gravemente ferito, e con a bordo il tenente colonnello Alfredo Barbieri (rimasto anch'egli ucciso) in qualità di mitragliere-osservatore, fu attaccato da alcuni caccia Fokker A.III austro-ungarici. Mentre sparava contro di essi con un fucile fu colpito a morte da una raffica di mitragliatrice dall'asso dell'aviazione Hauptmann Heinrich Kostrba.
Nel 1925 gli fu dedicata la parte militare dell'aeroporto di Milano-Malpensa, e in seguito una via di Genova.

### Esplicative
1. ↑  I suoi genitori, che si trovavano li per la stagione estiva, appartenevano ad famiglia tra le più antiche di Serravalle ed il casato appariva di frequente nelle memorie ufficiali dei secoli precedenti.

### Bibliografiche
1. 1 2 3 4  Mancini 1936, p. 69.
2. ↑  Lodovico 1980, p. 187.
3. 1 2 3 4 5 6 7 8 9  Grsagenova.